# Sverre Istad
Sverre Geir Istad (ur. 3 stycznia 1965 w Voss) – norweski biathlonista, wicemistrz świata.

## Kariera
W Pucharze Świata zadebiutował 8 marca 1984 roku w Oslo, kiedy zajął 57. miejsce w sprincie. Pierwsze punkty zdobył 19 lutego 1987 roku w Canmore, zajmując 14. miejsce w biegu indywidualnym. Na podium zawodów tego cyklu jedyny raz stanął 21 grudnia 1991 roku w Hochfilzen, kończąc rywalizację w sprincie na trzeciej pozycji. W zawodach tych wyprzedzili go jedynie Aleksandr Popow z ZSRR i kolejny Norweg - Sylfest Glimsdal. Najlepsze wyniki osiągnął w sezonie 1990/1991, kiedy zajął 35. miejsce w klasyfikacji generalnej.
Podczas mistrzostw świata w Lahti w 1991 roku wspólnie z Frode Løbergiem, Jonem Åge Tyldumem i Ivarem Ulekleivem zdobył srebrny medal w biegu drużynowym. Na tej samej imprezie zajął także dziewiąte miejsce w sprincie. Brał też udział w igrzyskach olimpijskich w Calgary w 1988 roku, gdzie w swoim jedynym starcie zajął 30. miejsce w sprincie.
Jest synem byłego norweskiego biathlonisty Jona Istada oraz kuzynem byłej norweskiej biathlonistki Gro Marit Istad-Kristiansen.

## Osiągnięcia

### Igrzyska olimpijskie
| Rok  | Miejscowość | Konkurencje | Konkurencje | Konkurencje | Konkurencje | Konkurencje | Konkurencje | Konkurencje |
| Rok  | Miejscowość | IN          | SP          | PU          | MS          | RL          | MR          | SR          |
| ---- | ----------- | ----------- | ----------- | ----------- | ----------- | ----------- | ----------- | ----------- |
| 1988 | Calgary     | –           | 30.         | nd.         | nd.         | –           | nd.         | –           |

### Mistrzostwa świata
| Rok  | Miejscowość            | Konkurencje | Konkurencje | Konkurencje | Konkurencje | Konkurencje | Konkurencje | Konkurencje |
| Rok  | Miejscowość            | IN          | SP          | PU          | MS          | RL          | MR          | SR          |
| ---- | ---------------------- | ----------- | ----------- | ----------- | ----------- | ----------- | ----------- | ----------- |
| 1987 | Lake Placid            | –           | 28.         | nd.         | nd.         | –           | nd.         | –           |
| 1990 | Mińsk/Oslo/Kontiolahti | –           | 25.         | nd.         | nd.         | –           | nd.         | –           |
| 1991 | Lahti                  | –           | 9.          | nd.         | nd.         | –           | nd.         | –           |

### Puchar Świata

#### Miejsca w klasyfikacji generalnej
| Sezon     | Miejsce |
| --------- | ------- |
| 1983/1984 | -       |
| 1984/1985 | -       |
| 1986/1987 | 39.     |
| 1987/1988 | 62      |
| 1989/1990 | 69.     |
| 1990/1991 | 35.     |
| 1991/1992 | 48.     |

#### Miejsca na podium chronologicznie
| Lp. | Dzień      | Rok  | Miejscowość | Konkurencja     | Lokata | Pudła | Czas biegu | Strata | Zwycięzca       |
| --- | ---------- | ---- | ----------- | --------------- | ------ | ----- | ---------- | ------ | --------------- |
| 1.  | 21 grudnia | 1991 | Hochfilzen  | Sprint na 10 km | 3.     | 1+0   | 31:50,8    | +11,9  | Aleksandr Popow |